# Paratealia
Paratealia is een geslacht van zeeanemonen uit de familie van de Actiniidae.

## Soort
- Paratealia keralensis Mathew & Kurian, 1979